# Ascidiella
Ascidiella é um género de Urochordata pertencente à família Ascidiidae.
O género possui uma distribuição quase cosmopolita.
Espécies:
- Ascidiella aspersa (Müller, 1776)
- Ascidiella scabra (Müller, 1776)
- Ascidiella senegalensis Michaelsen, 1914